# Bandeira da província de Mendoza
A bandeira de Mendoza é um dos símbolos oficiais da Província de Mendoza, uma subdivisão da Argentina. Foi adotada em 21 de outubro de 1992 pela lei provincial n° 5.930 modificada e corrigida pelas leis Nº 6.792 e 6.961. A bandeira é uma reprodução fiel da bandeira do Exército dos Andes, desenhada pelo próprio José de San Martín tendo como motivo a expedições libertadoras ao Chile e ao Peru.

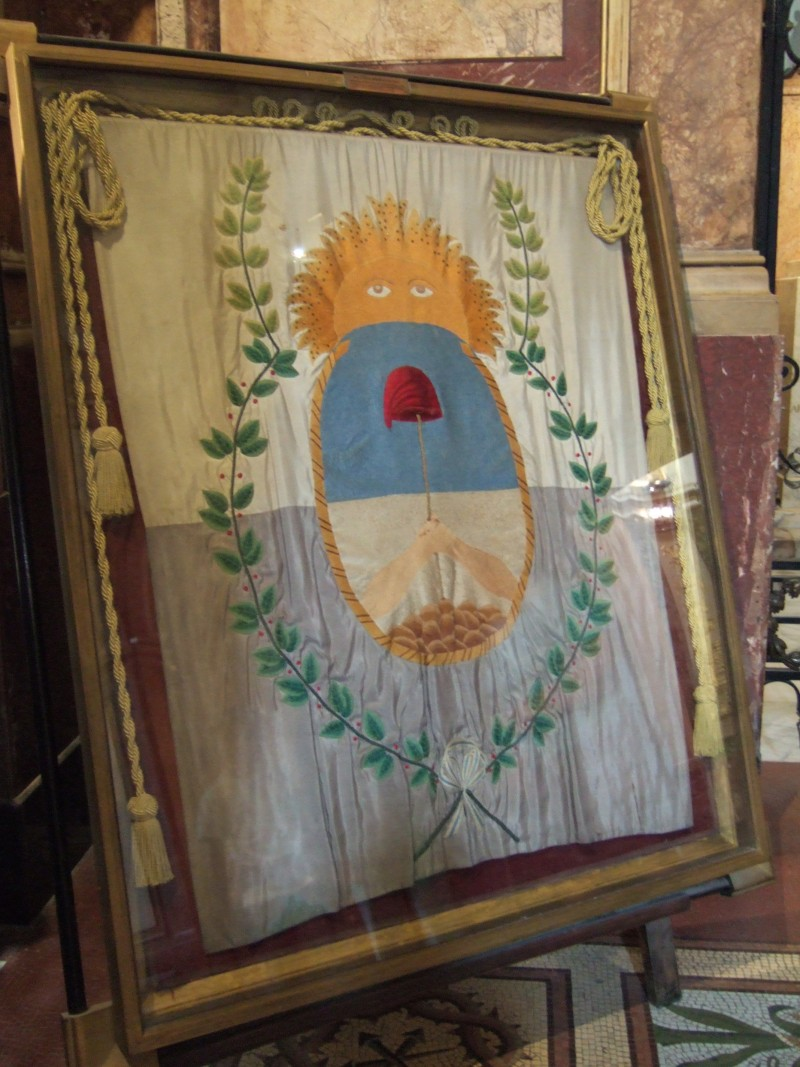
Bandeira dos andes. Réplica existente na catedral de Buenos Aires.

## Descrição
Seu desenho consiste em um retângulo de proporções largura-comprimento igual a 1,44:1,22 dividido horizontalmente em duas partes iguais, a superior branca e ainferior azul celeste. No centro está o brasão do "Exército dos Andes". Por apresentar largura maior que o comprimento, trata-se de uma "bandeira vertical".